# Acide homogentisique
L'acide homogentisique — ou acide 2,5-dihydroxyphénylacétique — est un acide-phénol intermédiaire du métabolisme des acides aminés aromatiques tels que la phénylalanine et la tyrosine. On trouve cette molécule en quantité significative dans le miel d'arbousier. Son accumulation chez l'homme résulte d'un déficit en homogentisate 1,2-dioxygénase (EC 1.13.11.5), une enzyme qui convertit l'homogentisate en acide 4-maléylacétoacétique et dont l'absence conduit à l'alcaptonurie, une maladie génétique.